# Ниньо, Адриан
Адриа́н Ни́ньо Эре́дия (исп. Adrián Niño Heredia; родился 19 июня 2004, Рота) — испанский футболист, нападающий клуба «Атлетико Мадрид».

## Клубная карьера
Уроженец Роты (провинция Кадис), Ниньо выступал за футбольные академии клубов «Кадис», «Ротенья», «Атлетико Санлукеньо» и «Атлетико Мадрид». В феврале 2023 года подписал с «Атлетико Мадрид» четырёхлетний контракт. В основном составе «Атлетико Мадрид» дебютировал 18 января 2025 года, выйдя на замену в матче Ла Лиги против клуба «Леганес».

## Карьера в сборной
Выступал за сборные Испании до 18, и до 19 и до 20 лет.